# Sasolburg
Sasolburg este un oraș din Africa de Sud.